# 道路交通に関する条約 (1949年)
道路交通に関する条約（どうろこうつうにかんするじょうやく）（一般にジュネーブ交通条約として知られる）は、道路交通に関する国際条約であり、統一規則を定めることにより国際道路交通の発達および安全を促進する目的で制定された条約である。

## 概要
1948年の第7回国際連合経済社会理事会の決議に基づき、1949年にジュネーヴで開催された「道路輸送および自動車輸送に関する国際連合会議」で採択され、1952年3月26日に効力を生じた。
1. 締約国は期間1年を限度として、その領域内にとどまっている自家用自動車、被牽引車または運転者にこの条約に定める利益を与えること。（1年を超えて引き続きその領域内にとどまっている場合はこの条約に定める利益を及ぼすことを要求されない[3]）
2. 締約国は、国際交通を認められる自動車の輸入につき、輸入税の支払を保証する担保の提供を要求することができる。ただし、当該自動車について有効な国際通関書類を発給した国際団体に加盟している国内団体の保証をもってこれに代えることができること。
3. 締約国は、この条約に定める道路交通に関する規則の遵守のため適切な国内措置を執ること。
4. 本条約の利益を享受するためには、自動車は締約国またはその下部機構により法令で定める方法で登録されなければならないこと。また、権限のある当局または正当に権限を与えられた団体は、自動車の登録証書を発給すること。
5. 締約国は、自国の領域への入国を許された運転者で、他の締約国もしくは権限のある当局または正当に権限を与えられた団体から発給を受けた、有効な運転免許証を所持するものに対しては、新たな試験を受けることなく、自国の道路において運転することを認めること。

などを規定している。
多くの締約国は、道路交通に関する条約 (1968年)（ウィーン道路交通条約）という新しい条約も批准している。ウィーン条約の締約国間では、同条約の第48条に基づき、ジュネーヴ道路交通条約を含む従来の道路交通条約に代わるものとなっている。

## 加盟領域
加盟されている領域について
| 参加者           | 日付の領収書のその通知 | 領土                                                                                                 |
| ---------------- | ---------------------- | --- |
| オーストラリア   | 1961年5月3日           | パプアおよびトラストテリトリーオブニューギニア                                                       |
| ベルギー         | 1954年4月23日          | ベルギーコンゴとルアンダ・ウルンディの領土                                                           |
| フランス         | 1952年10月29日         | モロッコとチュニジアのフランス領、フランスの海外領土とトーゴランド、フランスの委任統治下のカメルーン |
|                  | 1953年1月19日          | アンドラ公国                                                                                         |
| 日本             | 1964年8月7日           | 沖縄県                                                                                               |
| オランダ         | 1955年1月19日          | オランダニューギニアおよびスリナム                                                                   |
|                  | 1957年5月9日           | オランダ領アンティル                                                                                 |
| ニュージーランド | 1961年11月29日         | 西サモアの領土                                                                                       |
| ポルトガル       | 1956年1月19日          | マカオを除くすべての海外の州                                                                         |
| 南アフリカ共和国 | 1952年7月9日           | 南西アフリカ                                                                                         |
| スペイン         | 1958年2月13日          | アフリカの地方自治体                                                                                 |
| イギリス         | 1958年1月22日          | マン島                                                                                               |
|                  | 1958年5月28日          | ジャージーのガーンジーとバイリウィック                                                               |
|                  | 1958年8月27日          | 英国領ギアナ、英国ホンジュラス、アデン植民地、キプロス、ジブラルタル、セイシェル、ウガンダ           |
|                  | 1959年3月25日          | ガンビア                                                                                             |
|                  | 1959年5月13日          | シンガポール                                                                                         |
|                  | 1959年5月13日          | モーリシャス                                                                                         |
|                  | 1959年11月20日         | ローデシア北部、ニアサランド、ローデシア南部                                                         |
|                  | 1959年11月23日         | マルタ                                                                                               |
|                  | 1960年2月8日           | ザンジバル                                                                                           |
|                  | 1960年3月25日          | ローデシアとニャサランドの連合                                                                       |
|                  | 1960年4月22日          | シエラレオネ                                                                                         |
|                  | 1960年4月22日          | 北ボルネオ                                                                                           |
|                  | 1960年4月22日          | セントビンセント                                                                                     |
|                  | 1960年9月27日          | バルバドス                                                                                           |
|                  | 1961年1月12日          | 香港                                                                                                 |
|                  | 1961年8月3日           | バハマ                                                                                               |
|                  | 1965年7月14日          | グレナダとスワジランド                                                                               |
|                  | 1965年12月16日         | フィジー                                                                                             |
| アメリカ合衆国   | 1950年8月30日          | アメリカ合衆国が責任を負う国際関係のすべての地域                                                     |

## 経緯

### 国際連合
- 1949年9月19日 - ジュネーヴで作成。
- 1952年3月26日 - 発効[2]。

### 日本
- 1964年3月17日 - 「道路交通に関する条約の締結について国会の承認を求めるの件」につき閣議決定[4]。
- 1964年3月30日 - 参議院提出、参議院外務委員会付託[5]。
- 1964年4月14日 - 参議院外務委員会承認議決[5]。
- 1964年4月15日 - 参議院承認議決、衆議院送付、衆議院外務委員会付託[5]。
- 1964年5月15日 - 衆議院外務委員会承認議決[5]。
- 1964年5月26日 - 国会承認（衆議院議決承認）[5]。
- 1964年7月28日 - 加入の内閣決定。
- 1964年8月7日 - 日本が加入書を国際連合事務総長へ寄託[6]。日本が条約を公布[7]。
- 1964年9月6日 - 日本で発効[6]。